# グロプ・エアクラフト
グロプ・エアクラフト（Grob Aircraft）はドイツの航空機メーカー。小型の練習機を製造している。かつてはグライダーやモーターグライダーも製造していた。
1970年代から炭素繊維強化プラスチックなどの先進的な素材を使用した機体を製造している。
練習機はヨーロッパの軍や民間フライトスクールなどに採用されている。

## 歴史
1971年にブルクハルト・グロプが設立したグロプ・アエロスペース（Grob Aerospace）が元である。グロプはグライダーが趣味であったが、自身でシェンプ＝ヒルト社（Schempp-Hirth）のSchempp-Hirth Standard Cirrusをライセンス生産するために会社を立ち上げた。
1974年、繊維強化プラスチックなどの加工経験が蓄積したことで自社設計のグライダーGrob G102 Astirを発表。合計で1241機が売れるベストセラー機となった。ヨーロッパのグライダー市場は既にシェンプ＝ヒルトなどの有名メーカーが存在していたが、グロプは高価な高性能機ではなく安価な入門機とすることで多数ある小規模なクラブからの購入が多かったためである。成功を受けて2人乗りのG103 Twin Astirも販売された。
1981年、機体の構造物全てにガラス繊維強化プラスチックを使用したモーターグライダーG 109を販売するなどしたが、1996年にグライダーからは撤退した。
2005年、超軽量ジェット機の試作機Grob G180 SPnの墜落事故をきっかけに業績が悪化、2008年には破産した。
2009年、H3 Aerospaceの支援を受け練習機の製造とサポートを行う『グロプ・エアクラフト（Grob Aircraft）』として再建した
2012年、Fábrica Militar de Aviones（FMA）のFMA IA 63 パンパの改良型であるパンパ IIIの製造サポートを行うと発表した。
現在では航空機の他、メンテナンス担当者の教育やサポートなどを行うGrob Training Systems (GTS)など、ソリューションの提供も行っている。

## 製品

### グロプ・エアクラフト時代

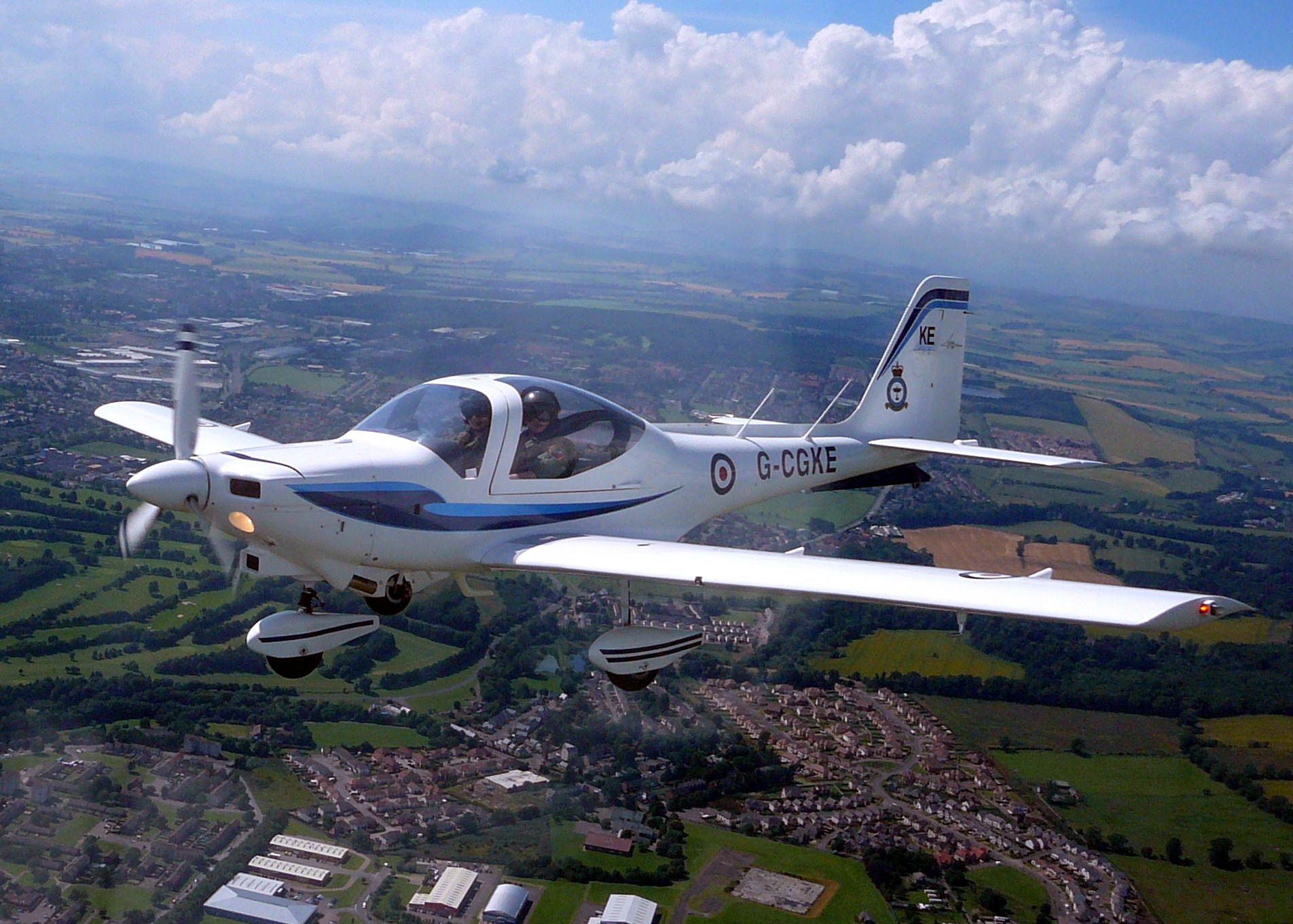
イギリス空軍の115E 'Tutor T1'

- グロプ G 115E - 練習機
- グロプ G 120 - 練習機
- グロプ G 120TP（英語版） - ターボプロップエンジンを搭載した練習機
- グロプ G 520（英語版） - 高高度偵察機

### グロプ・アエロスペース時代

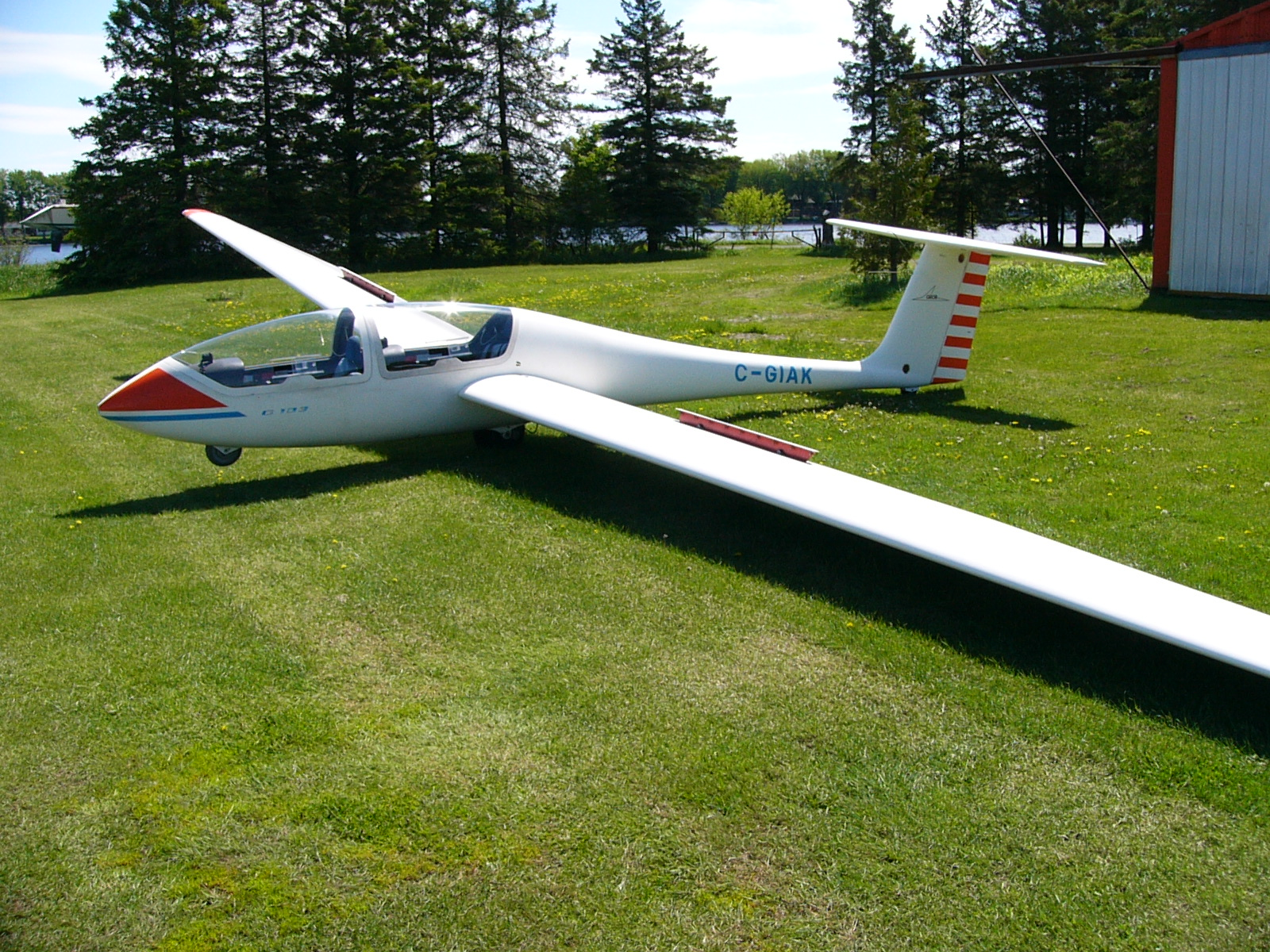
G103 Twin Astir

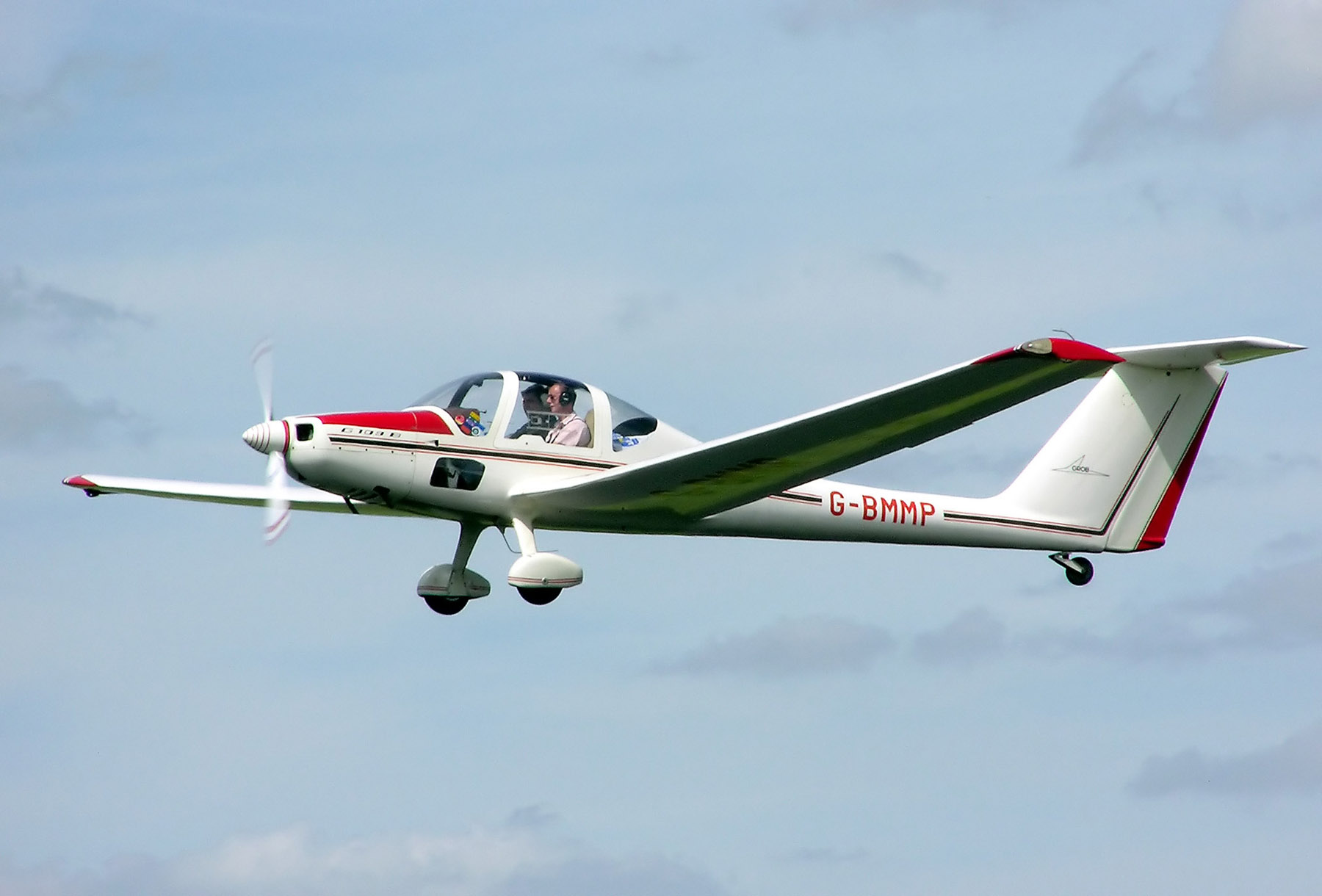
G 109

- Grob G 102 Astir - 単座のグライダー
- Grob G 103 - 復座のグライダー
  - G 103 Twin Astir
  - G 103 Twin II
  - G 103C Twin III
- en:Grob G 104 Speed Astir
- Grob G 109 - モーターグライダー
- グロプ G 115
- Grob G 116
- グロプ G 120
- Grob G 140
- Grob G 160 - 6-8席のターボプロップ機[5]
- Grob GF 200 - ビジネス機
- Grob G 520 Egrett/STRATO 1
- Grob SPn - 超軽量ジェット機
  - HALE G 600 - SPnの長距離モデル
- グロプ G-850

## リンク
- Homepage of Grob Aircraft